# أزمة رهائن البحر الأسود
حدثت أزمة رهائن البحر الأسود في الفترة من 16 إلى 19 يناير 1996 على البحر الأسود أثناء حرب الشيشان الأولى. تم اختطاف العبارة البنمية المسجلة أفراسايا وعلى متنها 177 راكبا و55 من أفراد الطاقم في ميناء طرابزون التركي من قبل مجموعة مسلحة دولية، وهددت بقتل أكثر من 100 راكب روسي ما لم توقف القوات الروسية هجومها ضد الانفصاليين الشيشان في أزمة رهائن كيزليار-بيرفومايسكوي.  
وانتهت الأزمة دون إراقة دماء بعد ثلاثة أيام بالإفراج الآمن عن أكثر من 219 أسيراً سالمين. وتم نقل 13 شخصا إلى المستشفى بسبب المرض والإصابات.

## الاختطاف
كان الخاطفون خمسة مواطنين أتراك من أصل قوقازي هم: محمد أمين توكان (مواليد 1969 في جبزي)، تونجر أوزجان (مواليد 1968 في دوزجة)، سيدات تيميز، إردينج تيكير (مواليد 1966 في إسطنبول)، إرتان جوشكون (مواليد 1960 في زونغولداك)، جيهان مولاحميتوغلو، وهو أبخازي من أبخازيا، خامزات غيتسبا (مواليد 1971)، واثنين من الشيشانيين، رمضان زوبارييف (مواليد 1963) وفيسخان عبد الرحمنوف (مواليد 1967). واستولت المجموعة على السفينة بينما كانت على وشك المغادرة من ميناء طرابزون التركي في طريقها إلى إيريجلي ومن ثم إلى سوتشي في روسيا. أصيب مشرف أمن الميناء برصاصة في قدمه أثناء عملية الاختطاف وتم تغيير المسار إلى اسطنبول. 
أعلن الخاطفون أنهم كانوا يخططون لتدمير السفينة من أجل لفت الانتباه إلى محنة الشيشان. كما هددوا بتفجيرها مع 114 رهينة روسية إذا لم توقف القوات الروسية عمليتها الهجومية المستمرة ضد مجموعة كبيرة من المقاتلين الشيشان بقيادة سلمان رادوييف، المحاصرين بحوالي 200 رهينة مدنية وشرطية في قرية بيرفومايسكوي. الحدود بين الشيشان وجمهورية داغستان الروسية. قُتل العشرات من الأشخاص عندما حاول جهاز الأمن الفيدرالي الروسي والجيش اقتحام بيرفومايسكوي ثم قصفهم. في ليلة 18 يناير (قبل الفجر) شق الشيشان طريقهم عبر الحصار الروسي في هروب دموي.
تجاهلت السلطات التركية المطالب الروسية بالتصرف بقوة أكبر،  وتجنبت المزيد من إراقة الدماء وحررت جميع الرهائن من خلال التواصل المستمر والمفاوضات مع الخاطفين. وصلت السفينة إلى المدخل الشمالي لمضيق البوسفور في 19 يناير 1996 حوالي الساعة 12:00 بعد انتهاء القتال في بيرفومايسكوي. وفي الساعة 17.00 من نفس اليوم، استسلم أربعة من المسلحين للسلطات بعد إلقاء أسلحتهم وقنابلهم في البحر. وحاول باقي أعضاء المجموعة الاختباء بين الركاب دون جدوى.

## بعد الحادثة
في 7 مارس 1997، حُكم على الخاطفين بالسجن لأكثر من ثماني سنوات.  وهرب عبد الرحمنوف في 4 أكتوبر من المستشفى الحكومي في بورصة. في 21 أكتوبر، هرب زوباراييف وغيتسبا وأوزجان أيضًا من السجن. وبحسب ما ورد قُتل غيتسبا بالرصاص أثناء خروجه من مسجد في غوداوتا ، أبخازيا، في 17 أغسطس 2007. 
هرب زعيم المسلحين محمد توكان من سجن دالامان في 6 أكتوبر 1997. تم القبض على توجان مرة أخرى في مطار أتاتورك بإسطنبول في 29 أبريل 1999، أثناء محاولته الفرار إلى سوتشي بجواز سفر مزور. تم إطلاق سراحه المشروط في 22 ديسمبر 2000. في الثاني والعشرين من أبريل 2001، قبل منتصف الليل بقليل، قامت مجموعة تتألف من 12 مسلحاً بقيادة توكان (الذي كان لا يزال تحت الإفراج المشروط) بالاستيلاء على فندق سويس أوتيل في إسطنبول واحتجاز رهائن للفت الانتباه الدولي إلى الحرب الجديدة في الشيشان. وانتهت الأزمة عندما استسلم جميع المسلحين بعد 12 ساعة فقط، دون إراقة دماء مرة أخرى.  

## روابط خارجية
- تاريخ الرهائن لدى المتمردين الشيشان ، بي بي سي نيوز ، 1 سبتمبر 2004